# Битка на Фундини
Битка код Фундина вођена је 2. августа 1876. године између војске Османског царства под Махмуд-пашом са једне и црногорске војске под командом Илије Пламенца, Шкрње Кусовца и Марка Миљанова са друге стране. Део је Црногорско-турског рата, а завршена је победом Црногораца.

## Битка
За време офанзиве главних црногорских снага у Херцеговини, јула 1876. године турске трупе из Албаније покушавају да разбију црногорске снаге у Кучима. Међутим, доживеле су велики пораз. Због тога Порта почетком августа поставља Махмуд-пашу на чело Јужног фронта. У Подгорицу је са њим стигло и појачање од 3.000 зејбака и четири батаљона из Египта. Ујутро 2. августа, Махмуд је предузео наступање из Подгорице ка Медуну. Црногорци су му се могли супротставити са 5.000 људи под командом Илије Пламенца, Шкрње Кусовца и Марка Миљанова. Турци су око 15 часова збили пред главни црногорски положај. Међутим, Црногорци користе стрми предео како би прешли у противнапад. Турске снаге су разбијене у борби прса у прса и гоњене до Подгорице. Турци су изгубили између 4.000 и 5.000 људи. Црногорци су изгубили 700 људи, а задобили су велики плен. Махмуд-паша је након овог пораза смењен. На његово место постављен је Дервиш-паша.